# Адам Шал
А̀дам Ян Шал (на полски: Adam Jan Szal) е полски римокатолически духовник, доктор по богословие, ректор на Висшата духовна семинария в Пшемишъл (1996 – 2001), викарен епископ на Пшемишълската архиепархия и титулярен епископ на Лавелум (2000 – 2016), пшемишълски архиепископ митрополит от 2016 година.

## Биография
Адам Шал е роден на 24 декември 1953 година в село Висока, близо до Ланцут, в семейството на Хелена (с родово име Ухман) и Чеслав Шал. Получава начално и средно образование в родното си село. Там през 1972 година завършва Техникума по селскостопанско счетоводство. Впоследствие постъпва за обучение във Висшата духовна семинария в Пшемишъл. В периода 1972 – 1974 година отбива военна служба в Бартошице. На 24 юни 1979 година в пшемишълската катедрала е ръкоположен за свещеник от Игнаци Токарчук, пшемишълски епископ. Служи като викарий в енориите „Успение на Пресвета Дева Мария“ в село Лютча, близо до Стшижов (1979 – 1982), „Св. Троица“ в Кросно (1982 – 1984) и „Св. Дух“ в Пшеворск (1987 – 1988). През 1980 година защитава магистърска теза по богословие, а в 1990 година завършва специализацията си по история на Църквата със защита на докторска дисертация на тема „Духовенството в Пшемъшълската епархия латински обред в периода 1918 – 1939“ (на полски: Duchowieństwo diecezji przemyskiej obrządku łacińskiego w latach 1918 – 1939) в Люблинския католически университет. От 1988 година преподава в пшемишълската семинария. Там в 1996 година е избран за ректор.
На 16 ноември 2000 година папа Йоан Павел II го номинира за викарен епископ на Пшемишълската архиепархия и титулярен епископ на Лавелум. Приема епископско посвещение (хиротония) на 23 декември от ръката на арх. Юзеф Михалик, пшемишълски митрополит, в съслужие със Стефан Москва, пшемишълски викарен епископ и Едвард Бялогловски, жешовски викарен епископ. На 30 април 2016 година папа Франциск го номинира за пшемишълски архиепископ митрополит. Приема канонично архиепархията на 11 май и влиза тържествено в пшемишълската катедрала на 21 май. На 29 юни 2017 година получава от папата митрополитския палиум.